# Partizana
Partizana, talijanski: partigiana, je naziv za udarno oružje slično koplju, korišteno od XV. do XVIII. stoljeća. Ima široki dvosječni glavni vrh, te dva kratka, ravna ili zakrivljena vrha sa strane.
Riječ dolazi od naziva partizan, koja se u ono doba koristila za vojnike-najamnike ili pripadnike milicije koji su tim oružjem naoružani.